# Olios menghaiensis
Olios menghaiensis är en spindelart som först beskrevs av Wang och Zhang 1990.  Olios menghaiensis ingår i släktet Olios och familjen jättekrabbspindlar. Inga underarter finns listade i Catalogue of Life.